# Mercè Serós i Ballester
Mercè Serós i Ballester, coneguda amb el nom artístic de Mercedes Serós o Mercè Serós (Saragossa, 10 d'abril de 1900 - Barcelona, 23 de febrer de 1970), fou una cupletista catalana. De molt jove es traslladà a viure a Barcelona.
Va començar en el món de ball als 14 o 15 anysː debuta com a ballarina al Salon Doré, al 1915. Posteriorment va començar a cantar a l'Edèn Concert, Eldorado, i altres teatres de la ciutat, fins a la dècada dels anys 30 del segle xx.
La seva fama va anar augmentant i alhora creixia també la rivalitat amb Raquel Meller, mentre totes dues popularitzaven el cuplet, al costat d'altres cantants com Pilar Alonso. Serós va arribar a actuar també en els teatres Le Perroquet i l'Olympia de París, on estrenà el pasdoble València, que després escamparia per França la Mistinguett. En el repertori que va donar fama a Mercè Serós trobem també Diego Montes, El salterio de la sardina, Muñecos, Al Paraguay, A Puerto Rico, Cruz de mayo, Rosario la Cava...
El 1925 va estrenar el cuplet en català La Barcelonista, escrit per Rossend Llurba i dedicat al Futbol Club Barcelona, que acabava de guanyar el campionat d'aquell any. A la dècada dels anys 70 el recuperaria i l'interpretaria Guillermina Motta amb unes modificacions a la lletra de la segona estrofa.
Mercè Serós va fer molts enregistraments entre 1926 i 1930, tant per al segell discogràfic Gramófono com per a Odeon Records, i va arribar a gravar en disc més de 200 títols.

## Enregistraments discogràfics
- 1926, maig: Militar (Villán i Requena); Raza gitana (A. Lopera Barca i Requena)
- 1926, juliol: Mañana de niebla (Valverde i San); La Venta del Mochuelo (A. Méndez i Costa)
- 1926, agost: La niña de los lacitos (Villán i Requena); Añoranzas de amor (Villán i Requena); La campana de Toledo (Nieto de Molina i Blasco); En canto del flirt (Nieto de Molina, Llurba i Borbón)
- 1928, juny: Pericón del amor (Sugrañes i Requena) i La Chizmosa (Villán i Requena)
- 1928, setembre: La Puntaire (Capmany i Badosa o Viladomat); A Ca l'apotecari (Romaní i Camprubí)
- 1928, octubre: Hoy (Fernández Albuquerque i Viladomat) i Salomé (Villán i Barca)
- 1929, gener: Ni chicha ni limoná (J. Guarido i Quirós); La Virgen de los Reyes (Puche i Quirós)